# Prefettura di Aomori
La prefettura di Aomori (青森県?, Aomori-ken) è una prefettura giapponese di circa 1,25 milioni di abitanti, con capoluogo nell'omonima città Aomori. Si trova nella regione di Tōhoku, sull'isola di Honshū. La prefettura è gemellata dal 7 maggio 2002 con la regione italiana della Liguria.

## Città
- Aomori
- Goshogawara
- Hachinohe
- Hirakawa
- Hirosaki
- Kuroishi
- Misawa
- Mutsu
- Towada
- Tsugaru